# 장 메챙제
장 도미니크 안토니 메챙제(메친제; Jean Dominique Antony Metzinger 프랑스어 발음: [mɛtsiŋgɛʁ], 1883년 6월 24일 - 1956년 11월 3일)는 프랑스 낭트 출신의 입체파 화가이다.

## 내력
증조부 때부터 군인인 집에서 태어난다. 낭트에서 전통적인 회화를 익히지만, 새로운 수법에 관심을 가지고, 1903년에 앵데팡당展에 3작품을 출품한다. 신인상주의, 야수파 등을 경유하여, 입체주의에 이른다.
퓌토 그룹에 속했고, 1912년에는 섹션돌을 결성했다. 같은 해에 알베르 글레이즈와 공동으로 큐비즘 이론서인 『큐비즘에 대하여(Du Cubisme)』를 저술한다. 그 뒤, 노이에 자흐리히카이트적인 작품 등, 구상으로 회귀한 시기도 있었다. 불행히도, 그의 큐비즘 시대의 몇몇 작품은 나치 독일에 의해 퇴폐예술로 간주되어서 몰수되어, 행방을 알 수 없게 되었다. 1956년에 파리에서 사거했다. 
피카소와 브라크의 큐비즘 작품과는 달리, 색채 및 디자인성이 풍부한 작품을 제작했다. 상술한 큐비즘 이외의 분야의 작품을 그리고 있었던 것에서도 예술할 수 있듯이, 큐비즘에서는 구상성이 비교적 명확한 작품이 많이 존재한다. 이러한 것은, 큐비즘의 보급에 공헌하게 된 한 편, 클레이즈와 함께 큐비즘을 장식적인 회화로 추락시켰다, 세속화시켰다, 라는 비판을 받으며 찬반이 나뉜다.